# استدلال ریاضی
استدلال ریاضی بر ۷ نوع است:

## استدلال استقرائی
استدلال استقرائی، روش تحقیق مبتنی بر اتکاء به مشاهدات جزئی، برای تعمیم آنها به احکام کلی است. استقراء، نخستین بار، توسط سقراط، بکار گرفته شد.

## شهود
درک شهودی
زمانی که از شهود استفاده می‌کنیم هیچ‌گاه به طور یقین و اطمینان حاصل نمی‌توانیم بگوییم که نتیجه‌گیری ما صددرصد درست است. با این حال در بسیاری از مواقع درک شهودی به ما کمک می‌کند که مطالب را بهتر و سریع تر بفهمیم و حدس‌های جدید و بهتری برای اثبات قسمت‌های مختلف ارائه دهیم. این چنین حدس‌ها اشتیاق ما را برای دستیابی به یک استدلال حتمی بیشتر می‌کند.

## تمثیل
تمثیل، روش تحقیق مبتنی بر تشبیه دو موضوع نچندان مشابه است، بمنظور تبیین موضوع غامض تر.

## استدلال استنتاجی(منطق)
صغری و کبری کردن که توسط ارسطو در کتاب ارغنون مطرح شد.